# 胡楚爾奇納與波庫蒂亞民間藝術博物館
國立科布林斯基胡楚爾奇納與波庫蒂亞民間藝術博物館（烏克蘭語：Національний Музей Народного Мистецтва Гуцульщини та Покуття імені Йосафата Кобринського）是位於烏克蘭西部伊萬諾-弗蘭科夫斯克州城市科洛梅亞的博物館，冠以19世紀的當地神父約瑟法特·科布林斯基之名。博物館館藏超過5萬件胡楚爾奇納與波庫蒂亞的歷史、藝術與文化藏品，包括彩繪磁磚、樂器、木雕、傢俱、傳統服飾、刺繡、壁掛、斧頭、米哈伊洛·比拉斯的壁毯作品、當地作家安德烈 柴可夫斯基的紀念展廳等。此博物館為西烏克蘭的第一座藝術博物館。
胡楚爾奇納與波庫蒂亞民間藝術博物館現有三個分館：科西夫胡楚爾奇納民間藝術與生活博物館（位於科西夫）、復活節彩蛋博物館（位於科洛梅亞）與亞雷姆切民族學與喀爾巴阡生態博物館（位於亞雷姆切）。

## 歷史
科洛梅亞設立地區博物館的提案最早為1892年，一位收藏家與業餘考古學家Edmund Starzeński在自己的別墅設立了一座波庫蒂亞地區博物館，收藏當地考古、民族與自然歷史文物，博物館分成圖書館與展區兩部分，1900他逝世後其子繼承了這些文物，1909年部分文物被送至克拉科夫國家博物館收藏。
1913年6月建立博物館的計畫再次被提出，Bronisława Starzeńska在其夫與其子逝世後將家族收藏的文物捐給社區學院協會，在當地的人民之家成立博物館，館藏有755件文物，但在第一次世界大戰中被毀，紀錄顯示藏品大多被毀。
1926年，民族學家弗拉迪米爾·科布林斯基提出成立博物館的提案，獲「人民之家」協會批准，博物館冠以他的叔父約瑟伐特·科布林斯基之名，由科布林斯基本人擔任館長，自行收集與購買展品，但博物館成立後一直不獲波蘭政府批准開放，直至1934年才開放民眾入館參觀。
2006年，為慶祝胡楚爾奇納與波庫蒂亞民間藝術博物館建立80週年，伊萬諾-弗蘭科夫斯克州地方政府為此博物館申請國家級博物館頭銜，2009年10月20日，時任烏克蘭總統尤申科發布命令將此博物館列為國家級博物館。

## 館藏文物

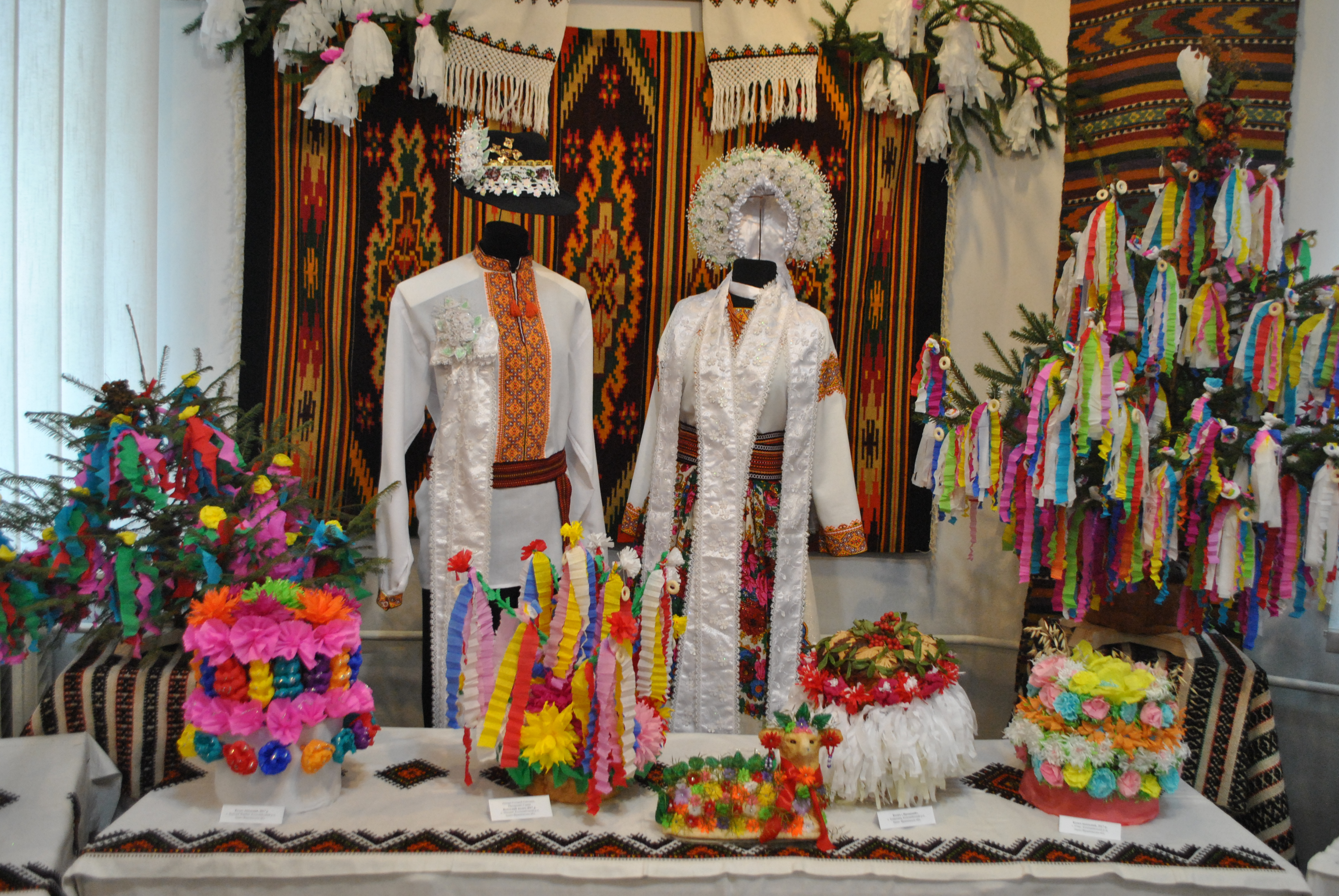
胡楚爾人的婚禮服飾
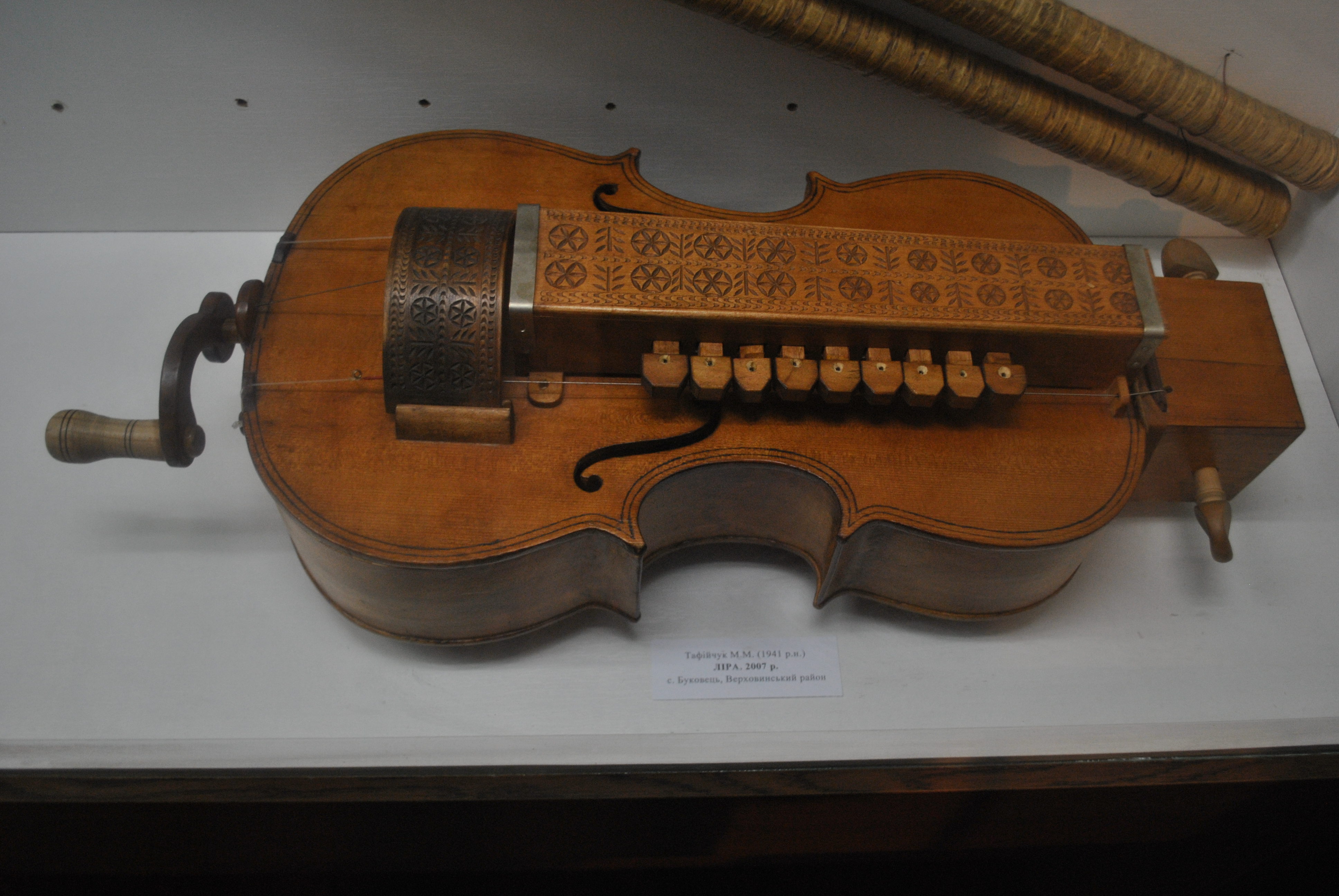
樂器
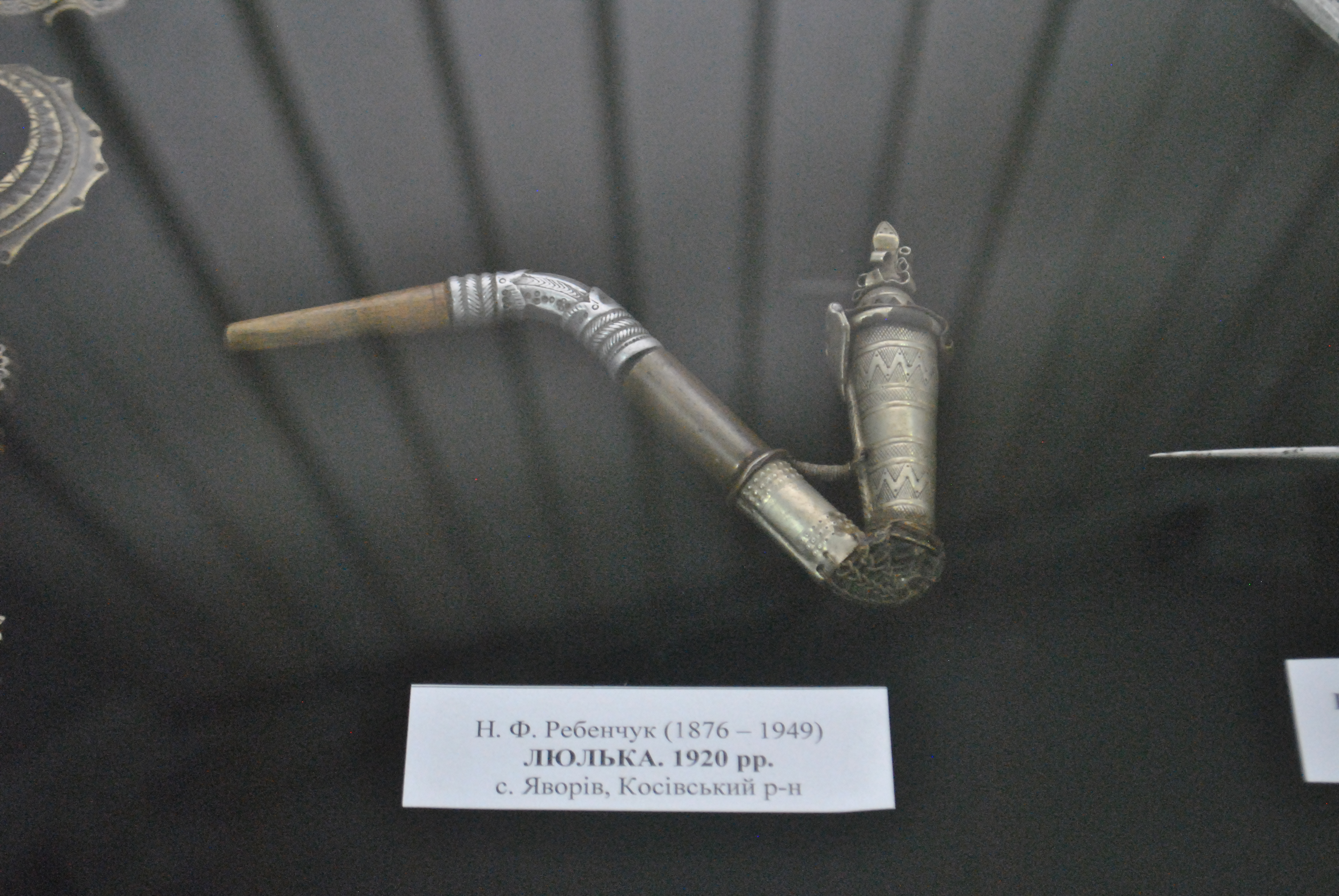
煙管
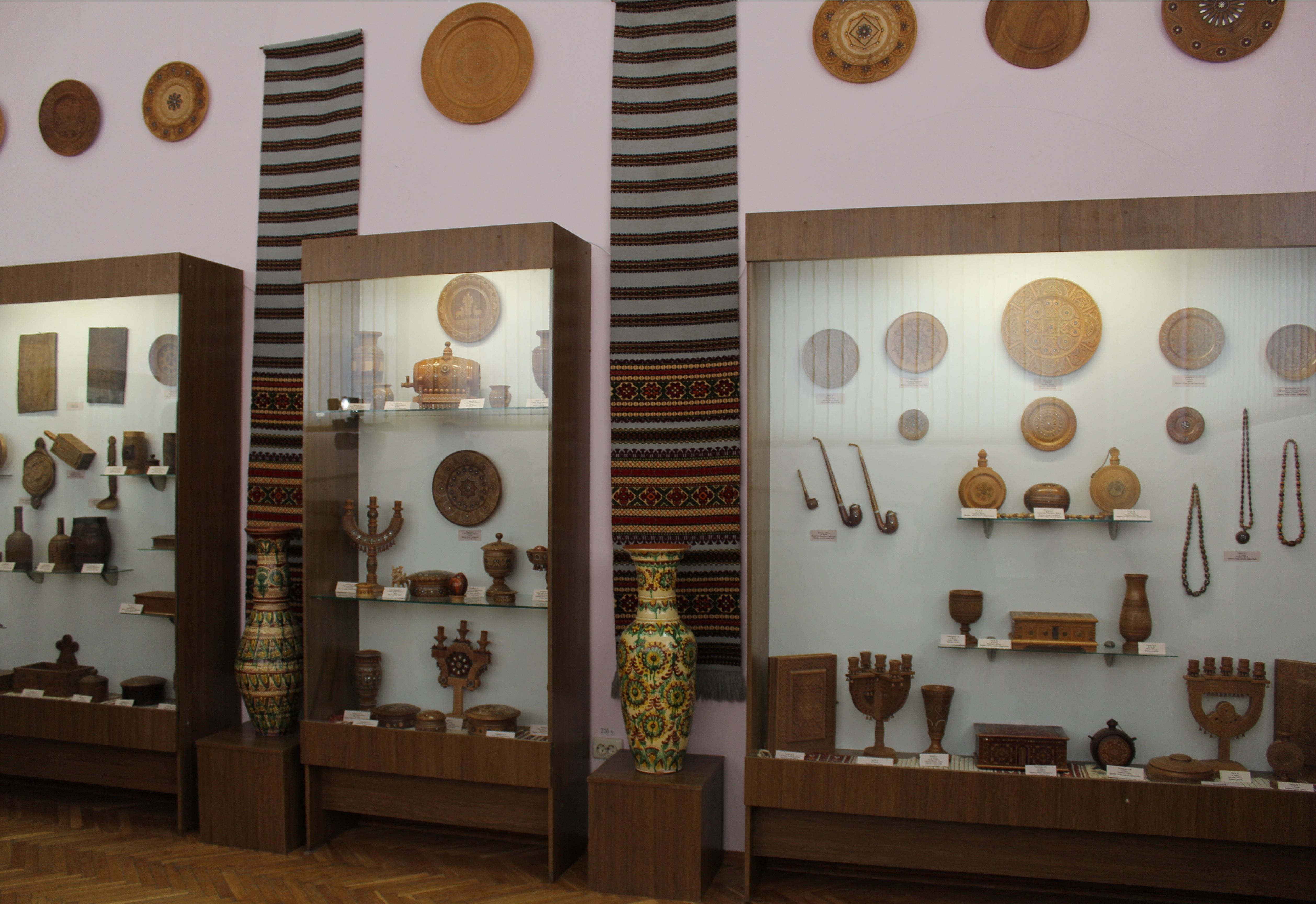
博物館展廳
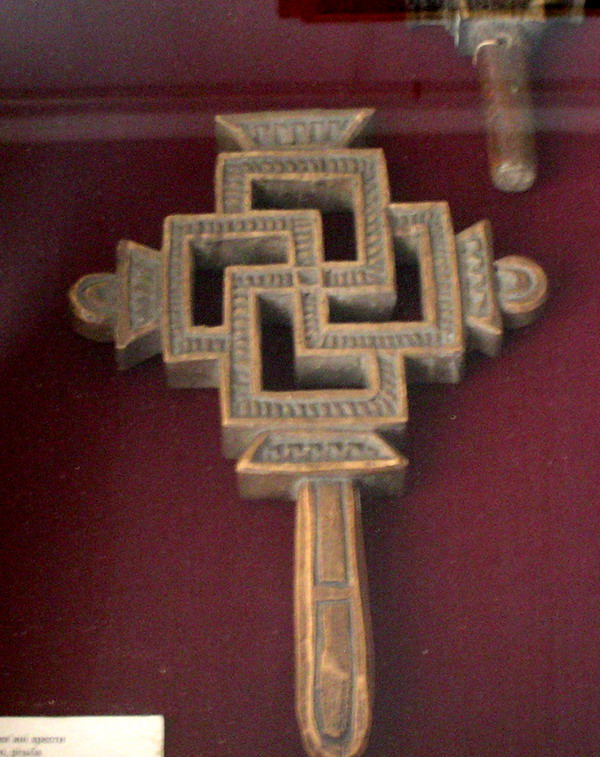
木質十字架
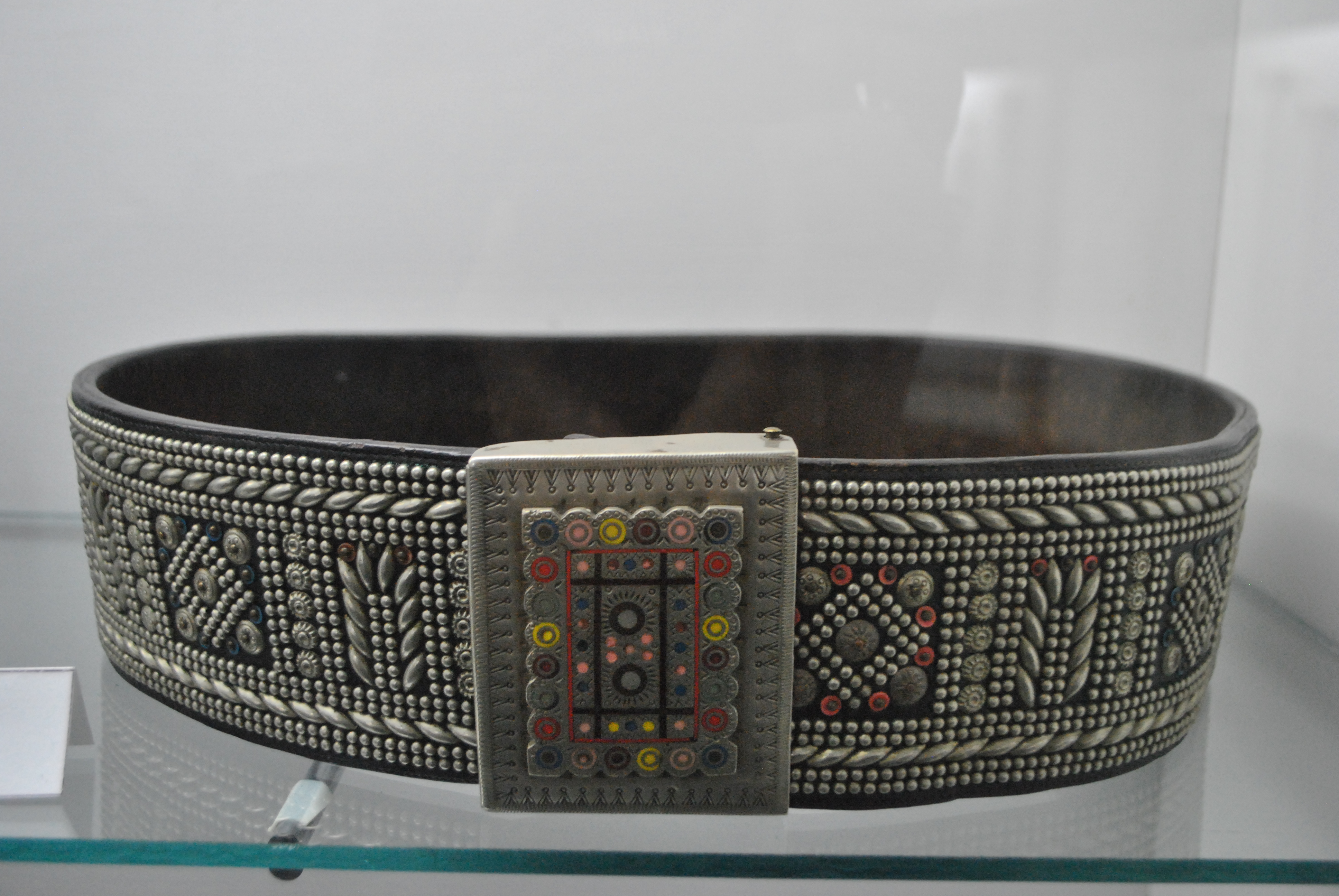
皮帶

## 外部連結
- 官方網站 （页面存档备份，存于）